# サント＝フォワ＝レ＝リヨン
サント＝フォワ＝レ＝リヨン （Sainte-Foy-lès-Lyon）は、フランス、オーヴェルニュ＝ローヌ＝アルプ地域圏、メトロポール・ド・リヨンのコミューン。

## 由来
コミューン名は、3世紀にアジャンで殉教したキリスト教の聖人アジャンのフォワに由来する。サント＝フォワという他の地名と区別する目的で、リヨンに近いためレ＝リヨンと付けられている。

## 地理
サント＝フォワ＝レ＝リヨンは、リヨン市街を西側から見下ろす位置にある。ノートルダム・ド・フルヴィエール大聖堂のちょうど南にあり、東のソーヌ川とローヌ川の合流地点である。西と南はイゼロン川谷であり、フランシュヴィル、ウランといったコミューンとの境界になっている。緑が多く非常に良い住環境であり、リヨンからサント＝フォワの中心まで車で15分ほどである。サント＝フォワ北部はリヨン5区と接している。

## 歴史
サント＝フォワの地はガリアの植民都市ルグドゥヌム（fr）に近接していた。サント＝フォワの地は古代都市の南端にあたり、少なくともローマ街道が2本通っていた。1つはローヌ川右岸を通り、ルグドゥヌムとヴィエンヌとをつなぐ、現在のフォンタニエール道だった。もう1つはサン＝サンフォリアン＝シュル＝コワーズ（fr）へ向かう現在のシャントグリエ道である。
ローマ人が築いたジエ水道は、現在の地域に7つの異なる遺跡を残している。その他には、古代の終わりから中世にかけての共同墓地、古代の陶器とtegulae、サルコファガスの断片、用途不明の建物跡、ガロ＝ローマ時代の住居跡が見つかっている。
1189年からフランス革命まで、サント＝フォワはサン＝ジャン修道会に依存していた。
1834年、学校校舎が建てられた。1840年に毎週1回の市場が開かれるようになり、1843年には破壊され放置されたままだった旧教区教会にかわる新しい教区教会が建てられた。1880年代、フィロキセラ流行でワイン用ブドウ栽培は崩壊し、土地は樹木栽培と住宅資産に徐々に転換していった（19世紀フランスのフィロキセラ禍）。1885年、ラ・ミュラティエールがコミューンとして分離した。
サント＝フォワの経済は、1974年に医薬品製造会社ラボラトワール・ボワロン（fr）がやってきたことが転換点となった。1986年にはローマ教皇ヨハネ・パウロ2世がサント＝フォワを訪問した。

## 人口統計
| 1962年 | 1968年 | 1975年 | 1982年 | 1990年 | 1999年 | 2006年 |
| ------ | ------ | ------ | ------ | ------ | ------ | ------ |
| 9 592  | 16 583 | 21 698 | 21 521 | 21 450 | 22 193 | 22 208 |

Sources : Cassini et Insee

## 史跡
- ジエ水道
- クロード・シャップの腕木通信塔
- ラ・バシャス城

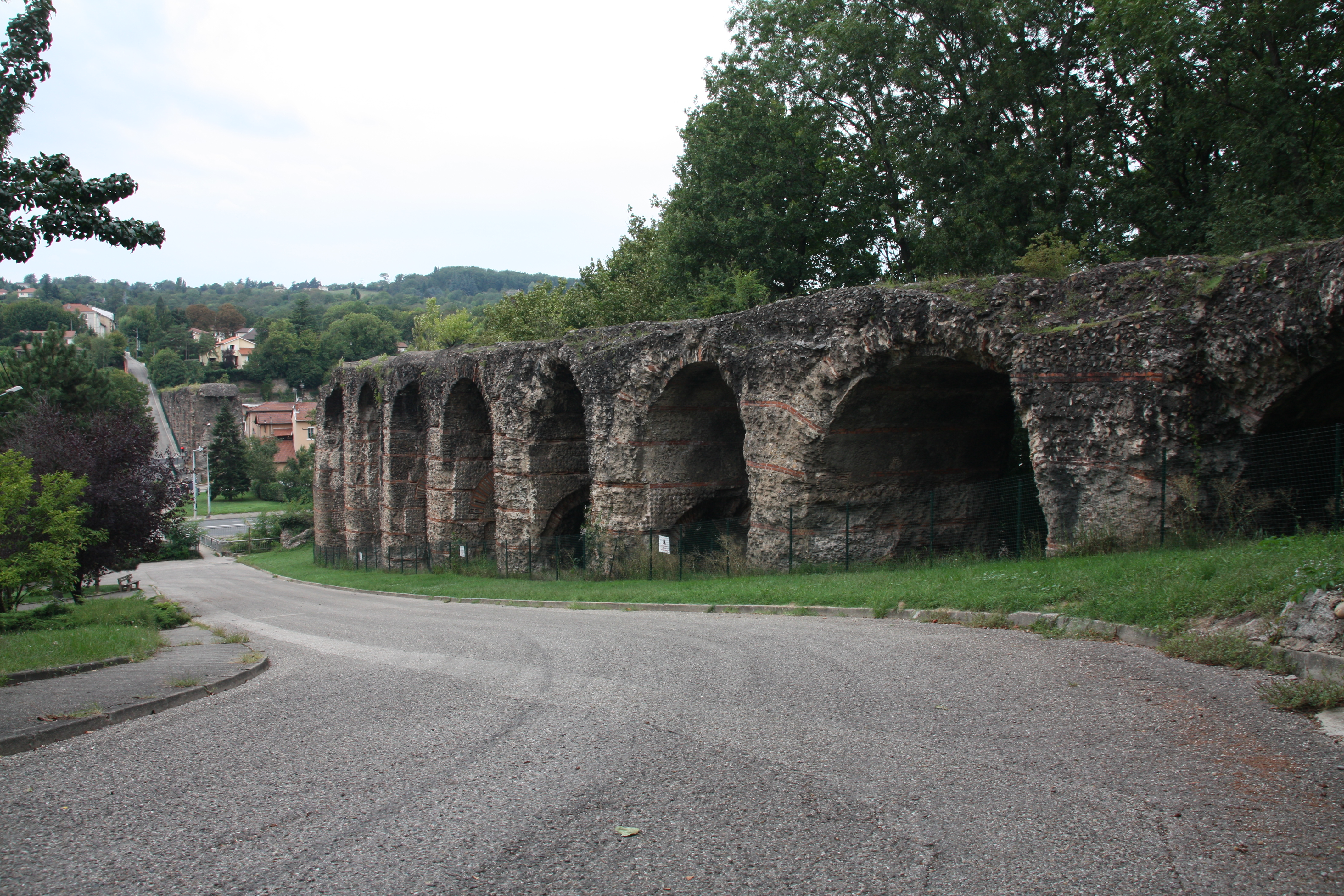
ジエ水道、サイフォン橋の遺跡
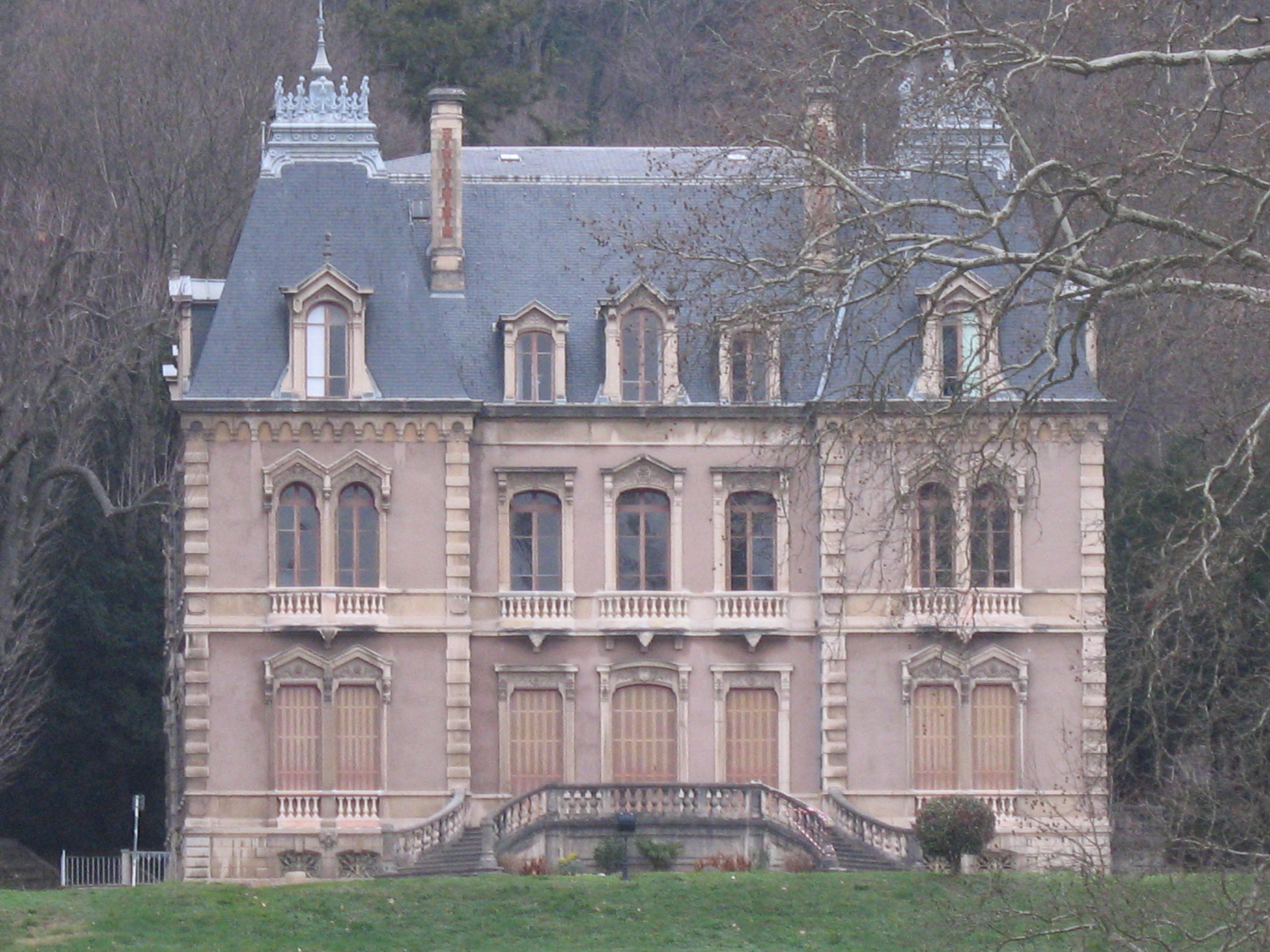
ラ・バシャス城
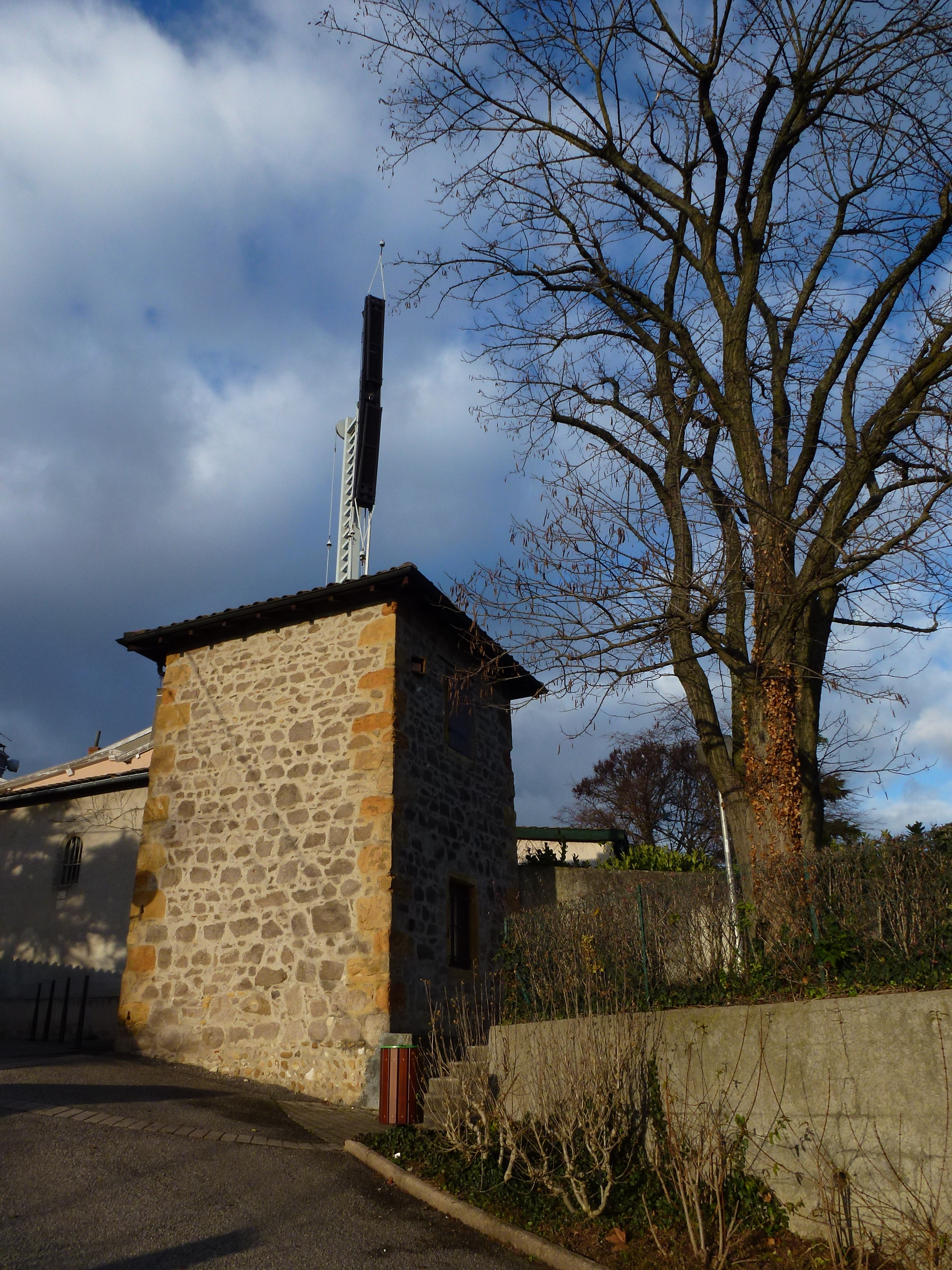
シャップの塔

## 出身者
- マルセル・アシャール - 劇作家、映画監督、脚本家
- アレクシス・カレル - 外科医、解剖学者、生物学者
- フレデリック・カヌーテ - サッカー選手
- フローラン・バルモン - サッカー選手
- エリック＝エマニュエル・シュミット - 劇作家
- メフディ・ゼファン - サッカー選手

## 姉妹都市
- リンブルク・アン・デア・ラーン、ドイツ
- リッチフィールド、イングランド
- クラリェヴォ、セルビア